# Бехувко (Куявсько-Поморське воєводство)
Бехувко (пол. Biechówko) — село в Польщі, у гміні Джицим Свецького повіту Куявсько-Поморського воєводства.
Населення — 219 осіб (2011).
У 1975-1998 роках село належало до Бидгощського воєводства.

## Демографія
Демографічна структура станом на 31 березня 2011 року:
|          | Загалом | Допрацездатний вік | Працездатний вік | Постпрацездатний вік |
| -------- | ------- | ------------------ | ---------------- | -------------------- |
| Чоловіки | 113     | 30                 | 72               | 11                   |
| Жінки    | 106     | 18                 | 63               | 25                   |
| Разом    | 219     | 48                 | 135              | 36                   |